# (523777) 2014 YF50
(523777) 2014 YF50 est un objet transneptunien du groupe des objets épars et une planète naine potentielle, avec un diamètre estimé à environ 330 km.